# Grès à Voltzia
Der Grès à Voltzia ist eine sedimentäre Formation des Oberen Buntsandsteins der Vogesen. Er zeichnet sich durch seine fossile Insektenfauna aus.

## Etymologie

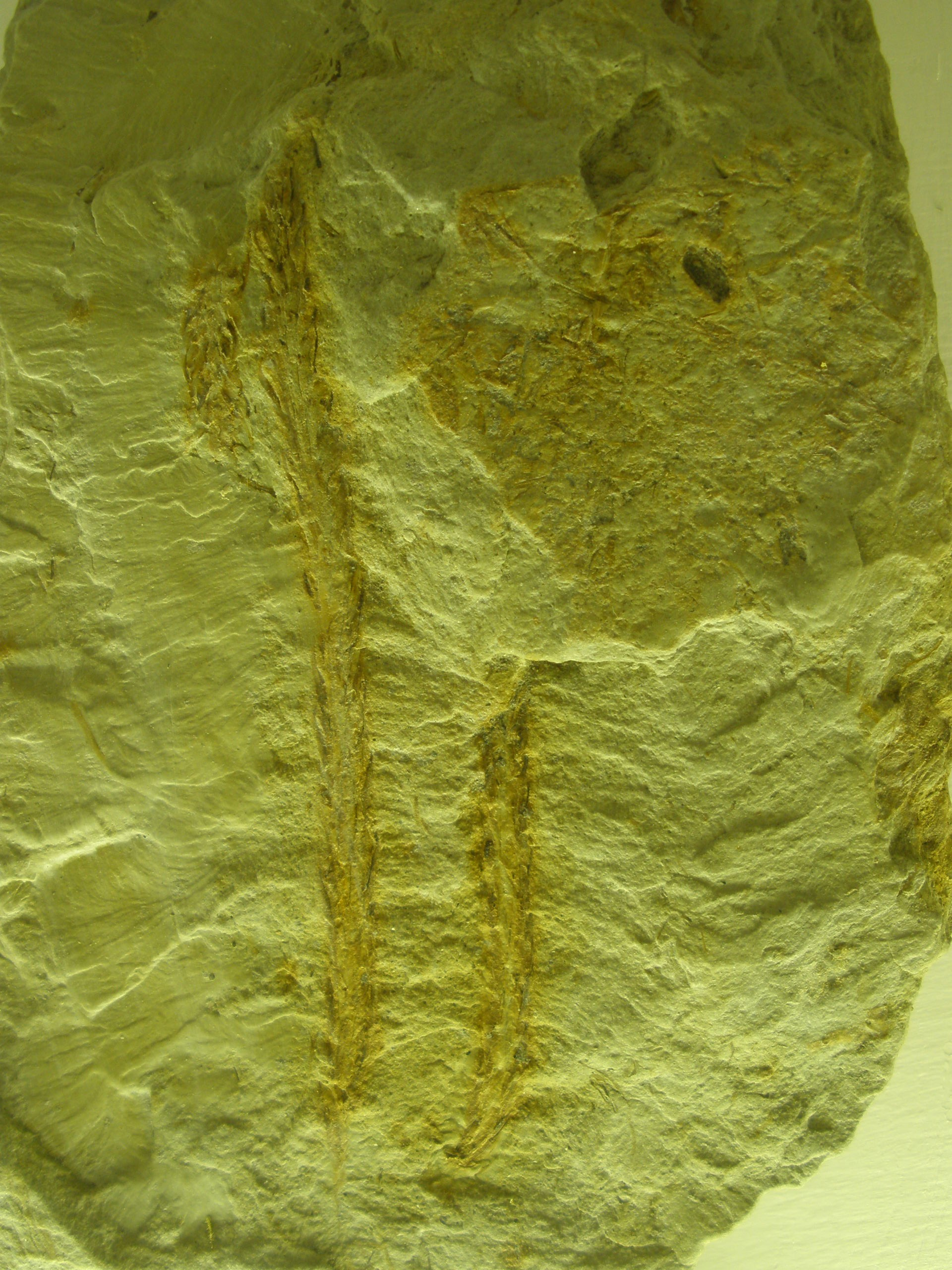
Voltzia heterophylla

Der Grès à Voltzia, zu deutsch Voltziensandstein (französisch grès Sandstein), ist nach der für ihn typischen, ausgestorbenen Koniferengattung Voltzia benannt.

## Vorkommen
Der Grès à Voltzia tritt zwischen Bitsch, Baccarat und Épinal in dem die Vogesen im Westen umgürtenden Buntsandsteinband auf. In der Pfalz und im Saarland ist er als Voltziensandstein bekannt.

## Stratigraphie
Der Grès à Voltzia folgt konkordant auf die Couches intermédiaires (Couches violettes, in Deutschland Zwischenschichten) und wird seinerseits vom Grés coquilier des Muschelkalks überlagert. Die Formation ist rund 20 Meter mächtig. Sie wird in zwei Schichtglieder unterteilt, dem Grès à Voltzia Inférieur und dem Grès à Voltzia Supérieur.

### Grès à Voltzia Inférieur
Das untere Schichtglied, auch als Grès à meules bezeichnet, setzt sich ähnlich dem Grès vosgien aus zwei unterschiedlichen fluviatilen Fazies zusammen:
- Flussbettfazies
- Überlauffazies

#### Flussbettfazies

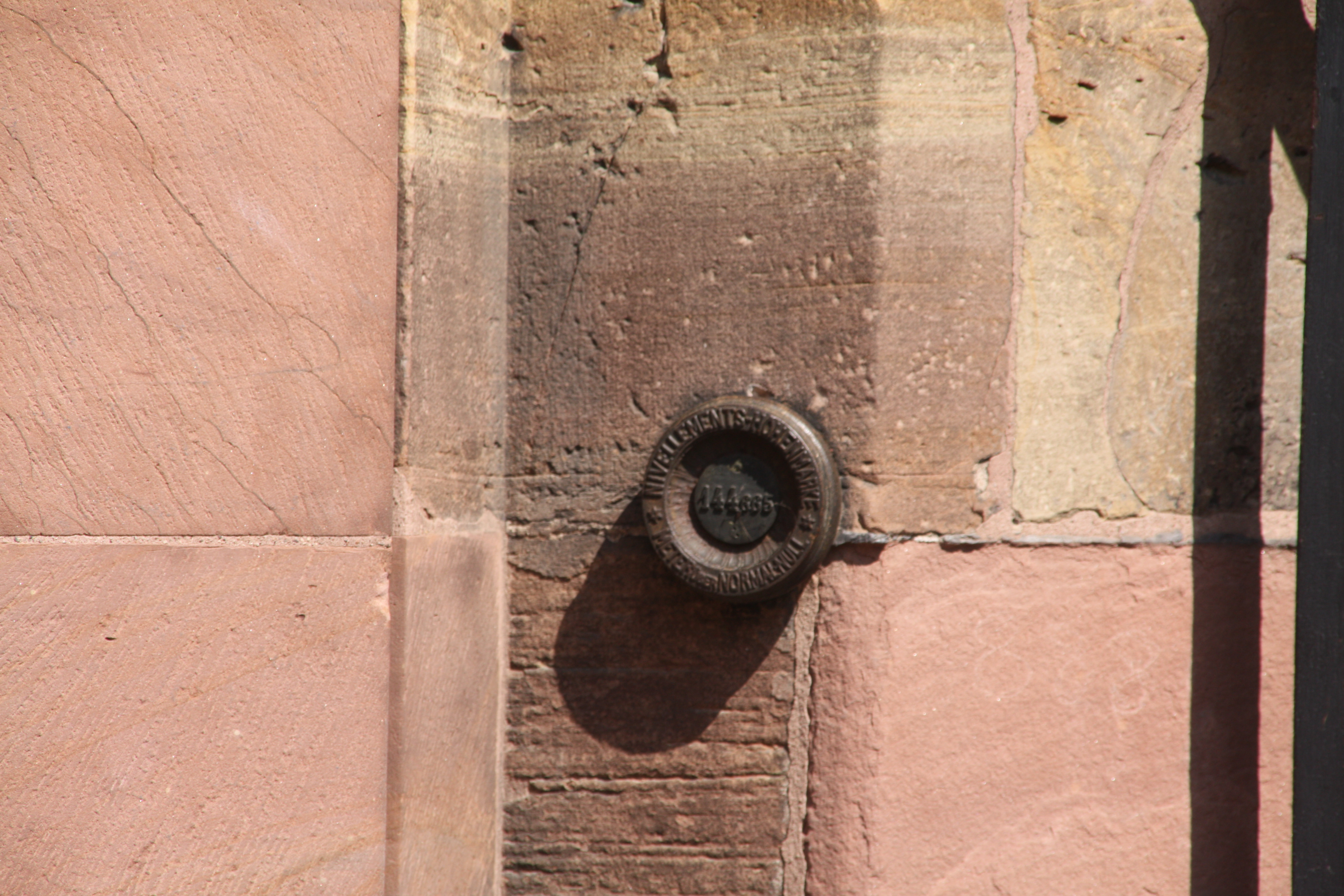
Der Grès à Voltzia als Baustein am Straßburger Münster

Die Flussbettfazies besteht aus linsenförmig angeordneten Sandsteinkörpern. Es handelt sich um einen feinkörnigen Sandstein ohne Geröllfracht. Auf den Schichtflächen befinden sich Sedimentstrukturen, welche die Veränderungen des Strömungsregimes im Verlauf von Hochwassern dokumentieren, wie beispielsweise Stoßmarken, Schleifmarken, Rippelmarken usw. Die Sandsteine enthalten auch Fossilien, die aber generell durch den Transport zerbrochen wurden. Gefunden wurden stegocephale Amphibienreste (Temnospondyli) und Pflanzenreste von Farnen, Schachtelhalmen und Koniferen.
Das Gestein der Flussbettfazies stellt seit dem Mittelalter einen geschätzten Baustein dar (das Straßburger Münster wurde mit ihm erbaut), der auch als Mahlstein (daher grès à meules) Verwendung fand.

#### Überlauffazies
Die wesentlich feinkörnigere Überlauffazies setzt sich aus grünen oder roten Tonsteinen zusammen, die sich nach Abklingen des Überschwemmungsereignisses aus dem übergelaufenen Hochwasser unter ruhigen Bedingungen abgelagert wurden. Auch die Überlauffazies enthält Fossilien, die aber im Vergleich zur Flussbettfazies wesentlich besser erhalten sind. Unter den aquatischen Taxa sind zu nennen Quallen, Anneliden, Brachiopoden wie z. B. Lingula, Pfeilschwanzkrebse, Lamellibranchia, Crustaceen, Insektenlarven und Fische. Zu den terrestrischen Organismen zählen Spinnentiere, Myriapoden und eine enorme Vielfalt von Insekten. Von Reptilien sind nur Spurenfossilien (z. B. Chirotherium) überliefert. Die Flora besteht wie in der Flussbettfazies aus Farnen, Schachtelhalmen und Koniferen.
Das Vorkommen von Lingula deutet auf wechselnde Salinitätsverhältnisse und damit auf Meernähe des Ablagerungsraumes. In dieselbe Richtung weisen auch dünne kalkhaltige/dolomitische Lagen mit Foraminiferen und marinen Gastropoden innerhalb der Sandsteine.
Insgesamt gesehen dürften die Grès à meules in Flachmeernähe in einem Delta abgelagert worden sein, welches gelegentlichen Meeresvorstößen ausgesetzt war.

### Grès à Voltzia Supérieur
Der Grès à Voltzia Supérieur, auch als Grès argileux bezeichnet, ist bereits weitgehend marinen Ursprungs. Die Sandsteinbänke erreichen in ihm eine große horizontale Ausdehnung, außerdem werden die Kalklagen häufiger. Die aufgefundenen Fossilien wie beispielsweise Foraminiferen, Lamellibranchia, Gastropoden und Cephalopoden sind eindeutig marinen Ursprungs.
Das Delta war jetzt definitiv vom Meer überflutet worden. Dennoch deuten vorhandene Wurzelrhizome in Lebendstellung und Spuren von terrestrischen Reptilien auf nicht allzu große Wassertiefen und gelegentliches Trockenfallen.

## Fossilien

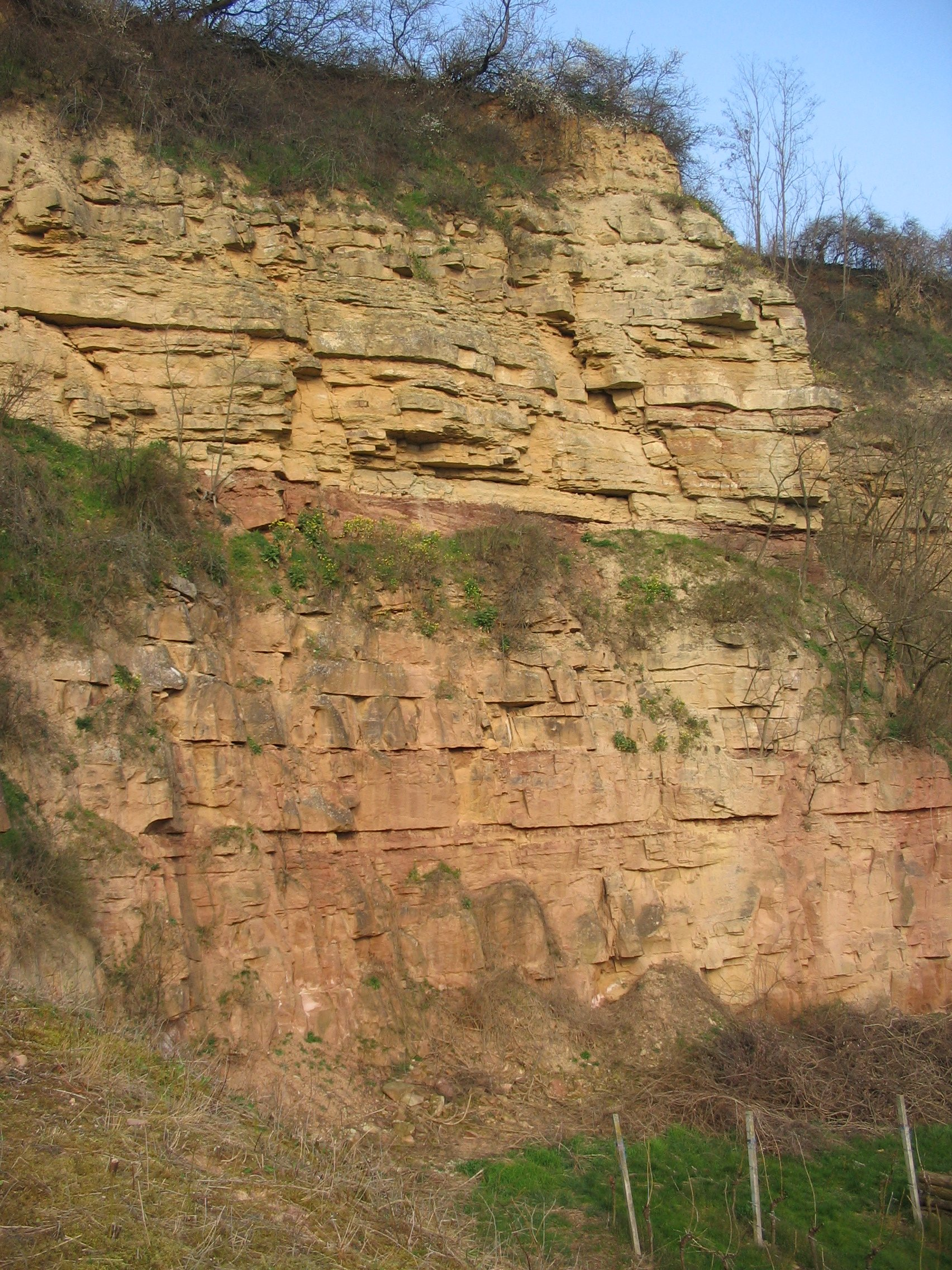
Der Grès à Voltzia unterhalb des gelblichen Grès coquillier im Carrière Royale bei Soultz-les-Bains

Neben den bereits erwähnten Fossilien ist der Grès à Voltzia für seine enorm vielfältige und gut erhaltene Insektenfauna bekannt. So hat allein Louis Grauvogel 5300 Insekten aus insgesamt 200 verschiedenen Taxa aufgesammelt.
Im Einzelnen:
- Blattodea (Schaben), darunter die Arten Voltziablatta grauvogeli und Voltziablatta intercalata
- Ephemeroptera (Eintagsfliegen) – 7 Arten, vorwiegend Larven
- Coleoptera (Käfer) – 38 Arten
- Hemiptera (Schnabelkerfe) mit Gallodunstania grauvogeli[1]
- Diptera (Zweiflügler) mit Grauvogelia arzivilleriana
- Orthoptera (Springschrecken) – 11 Arten darunter Galliagryllavia vogesiacus, Triassoparacyrtophyllites bifurcates, Voltziahagla pseudoveinosa und Triassophyllum leopardii
- Odonata (Libellen) mit Meganeura, Triadotypus guillaumei und Voltzialestes triasicus
- Mecoptera (Schnabelfliegen) mit Laurentiptera gallica, Pseudopolycentropus triasicus und Prochoristella pilosa
- Protorthoptera – mittlerweile ausgestorbene Ordnung mit 1 Art

Auch Gelege wurden gefunden.
Die Bedeutung dieser Insektenfauna liegt in der Tatsache begründet, dass sie neben archaischen Formen aus dem Paläozoikum auch Übergangsformen zwischen archaischen und modernen Merkmalen aufweist; ferner enthält sie bereits erste Vorläufer moderner Formen sowie vollkommen endemische Taxa.

## Alter
Absolutalter für den Grès à Voltzia fehlen. Als oberste Formation des Oberen Buntsandsteins kann ihm jedoch ein Alter von 243 bis 244 Millionen Jahren BP zugewiesen werden.